# Hôtel de Marigny
El hôtel de Marigny es una hôtel particulier parisino siglo XIX ubicado en la avenida de Marigny en el 8 distrito, cerca del Palacio del Elíseo y clasificado como monumento histórico desde el 2 de agosto de 1992.

## Descripción
Ubicado a lo largo de la avenida de Marigny, de la que está separado por una imponente puerta, el edificio se presenta como una gran residencia de inspiración clásica con un edificio principal enmarcado por pabellones salientes y un ala en el retorno. El cuerpo de vanguardia de la casa que da al patio incluye una entrada rematada por cuatro columnas corintias que enmarcan un vano y dos nichos, que sostienen un frontón triangular.
Las iniciales " RF ", visibles en todas las habitaciones de esta mansión privada, propiedad del Estado francés, no significan " República Francesa " pero " Hermanos Rothschild », siendo estos los primeros dueños del lugar.

## Historia

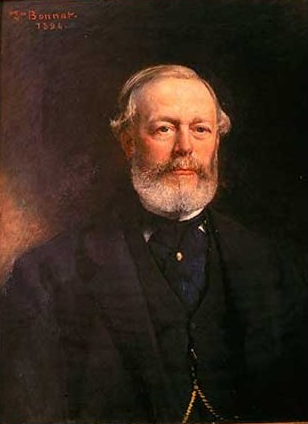
Gustavo de Rothschild.

Fue construida en 1873 por el arquitecto Alfred-Philibert Aldrophe y decorada por Albert Claude Philippe Cruchet, hijo de Michel-Victor Cruchet, para el barón Gustave de Rothschild.
Propiedad del Estado desde su compra en 1972 a la familia Rothschild bajo la presidencia de Georges Pompidou, sirve desde entonces como residencia para los invitados extranjeros del Presidente de la República que se alojan en el Grand Trianon desde 1959, después de que el General de Gaulle transformara los apartamentos de recepción en el primer piso del Palacio del Elíseo en oficinas.
En una visita oficial al presidente Valéry Giscard d'Estaing en 1978, el presidente rumano Nicolae Ceaușescu, acompañado por su esposa, robó muebles y ciertos adornos interiores de Marigny. El botín tomado por el jefe de Estado rumano fue, en ese momento, estimado en varios millones de francos franceses.
En diciembre de 2007, durante la visita diplomática del jefe de Estado libio Muammar Gaddafi que vino a firmar 10 millones de euros de contratos con Francia e instaló su tienda de campaña en el parque del hotel, lo que provoca una polémica.